# Tour dei British and Irish Lions 1983
Il tour dei British and Irish Lions 1983 fu il 23º tour ufficiale della formazione interbritannica di rugby a 15 dei British and Irish Lions; si tenne per la 9ª volta in Nuova Zelanda, dal 15 maggio al 16 luglio 1983, e consisté in una serie di 18 incontri, di cui quattro test match contro gli All Blacks, programmati per il terzo, quinto, settimo e nono sabato della spedizione.
Gli altri quattordici incontri in tale Paese si tennero contro altrettante province rugbistiche neozelandesi.
Allenatore capo della squadra dei British Lions fu lo scozzese Jim Telfer, capitano l'irlandese Ciaran Fitzgerald.
La serie dei quattro test match si risolse in un whitewash per i Lions, che non vinsero neppure un incontro, cosa che non succedeva dalla frazione neozelandese del tour del 1966.
Gli incontri infrasettimanali senza valore di test match si risolsero in dodici vittorie e due sconfitte (contro le province di Auckland e Canterbury.

## Infortuni e sostituzioni
In aggiunta ai giocatori selezionati inizialmente, sei giocatori si aggiunsero per sostituire giocatori infortunati:
- Nigel Melville (all'esordio internazionale assoluto) rimpiazzo Terry Holmes, infortunatosi nel primo test.
- A sua volta Melville si infortunò nel secondo match e venne sostituito da Steve Smith.
- Eddie Butler sostituì Jeff Squire.
- Nick Jeavons sostituì John O'Driscoll anche se quest'ultimo riuscì a tornare a giocare nelle ultime partite.
- Donal Lenihan, che dopo esser stato selezionato, poi lasciato a casa per problemi fisici, venne richiamato a sostituire Robert Norster.
- Gerry McLoughlin sostituì Ian Stephens.

## Il team

### Management
- Manager Willie John McBride  Irlanda
- Coach Jim Telfer ( Scozia)
- Medico: Donald McLeod
- Fisioterapista: Kevin Murphy

### Tre quarti
- Robert Ackerman (London Welsh e  Galles)
- Roger Baird (Kelso e  Scozia),
- Ollie Campbell (Old Belvedere e  Irlanda),
- John Carleton (Orrell e  Inghilterra),
- Gwyn Evans (Maesteg e  Galles),
- Dusty Hare (Leicester e  Inghilterra)
- Terry Holmes (Cardiff e  Galles
- David Irwin (Instonians e  Irlanda)
- Mike Kiernan (Dolphin e  Irlanda)
- Roy Laidlaw (Jedforest e  Scozia)
- Hugo MacNeill (Oxford University e  Irlanda)
- Nigel Melville (London Wasps e  Inghilterra)
- Trevor Ringland (Ballymena e  Irlanda)
- John Rutherford (Selkirk e  Scozia)
- Steve Smith (Sale e  Inghilterra
- Clive Woodward (Leicester e  Inghilterra)

### Avanti
- Steve Bainbridge (Gosforth e  Inghilterra
- John Beattie (Glasgow Academicals e  Scozia)
- Steve Boyle (Gloucester e  Inghilterra
- Eddie Butler (Pontypool e  Galles
- Jim Calder (Stewart's Melville FP e  Scozia)
- Maurice Colclough (Angouleme e  Inghilterra
- Colin Deans (Hawick e  Scozia)
- Ciaran Fitzgerald (capt) (St Mary's College e  Irlanda)
- Nick Jeavons (Moseley e  Inghilterra
- ST 'Staff' Jones (Pontypool e  Galles
- Donal Lenihan (Cork Constitution e  Irlanda)
- Gerry McLoughlin (Shannon e  Irlanda)
- Iain Milne (Heriot's FP e  Scozia)
- Robert Norster (Cardiff e  Galles
- John O'Driscoll (London Irish e  Irlanda)
- Iain Paxton (Selkirk e  Scozia)
- Graham Price (Pontypool e  Galles
- Jeff Squire (Pontypool e  Galles
- Ian Stephens (Bridgend e  Galles
- Peter Winterbottom (Headingley e  Inghilterra)

## Risultati
| Wanganui 14 maggio 1983 | Wanganui | 15 – 47 | Isole Britanniche XV |  |

| Auckland 18 maggio 1983 | Auckland | 13 – 12 | British Lions XV |  |

| Rotorua 21 maggio 1983 | Bay of Plenty | 16 – 34 | Isole Britanniche XV |  |

| Wellington 25 maggio 1983 | Wellington | 19 – 27 | Isole Britanniche XV |  |

| Palmerston North 28 maggio 1983 | Manawatu | 18 – 25 | Isole Britanniche XV |  |

| Ashbruton 31 maggio 1983 | Mid canterbury | 6 – 26 | Isole Britanniche XV |  |

| Christchurch 4 giugno 1983 | Nuova Zelanda | 16 – 12 | Isole Britanniche |  |

| Greymouth 8 giugno 1983 | West Coast | 16 – 52 | Isole Britanniche XV |  |

| Invercagill 11 giugno 1983 | Southland | 3 – 41 | Isole Britanniche XV |  |

| Masterton 14 giugno 1983 | Waiparapa Bush | 10 – 57 | Isole Britanniche XV |  |

| Wellington 18 giugno 1983 | Nuova Zelanda | 9 – 0 | Isole Britanniche | Athletic Ground |

| Whangarei 25 giugno 1983 | North Auckland | 12 – 21 | Isole Britanniche XV |  |

| Christchurch 28 giugno 1983 | Canterbury | 22 – 20 | Isole Britanniche XV |  |

| Dunedin 2 luglio 1983 | Nuova Zelanda | 15 – 8 | Isole Britanniche | Carisbrook |

| Napier 6 luglio 1983 | Hawke's Bay | 19 – 25 | Isole Britanniche XV |  |

| Pukekohe 9 luglio 1983 | Counties | 16 – 25 | Isole Britanniche XV |  |

| Hanilton 12 luglio 1983 | Waikato | 13 – 40 | Isole Britanniche XV |  |

| Auckland 16 luglio 1983 | Nuova Zelanda | 38 – 6 | Isole Britanniche | Eden Park |